# The Bloodhound
The Bloodhound er en amerikansk stumfilm fra 1925 instrueret af William James Craft.

## Medvirkende
- Bob Custer som Balleau / Bill McKenna
- David Dunbar som Rambo
- Ralph McCullough som Ray Fitzgerald
- Mary Beth Milford som Marie Rambo
- Emily Barrye som Betty Belleau